# Igor Šramka
Igor Šramka (1959. november 2. – 2017. január 27.) szlovák nemzetközi labdarúgó-partbíró.

## Pályafutása

### Labdarúgó-partbíróként

#### Nemzeti partbíráskodás
Az aktív nemzeti partbíráskodást 2004-ben a FIFA 45 éves korhatárának elérésével fejezte be.

#### Nemzetközi partbíráskodás
A Szlovák labdarúgó-szövetség Játékvezető Bizottsága 1995-ben terjesztette fel nemzetközi partbírónak, a Nemzetközi Labdarúgó-szövetség (FIFA) partbíróinak keretébe. Több válogatott és nemzetközi klubmérkőzésen szolgálta a labdarúgást partbíróként. Az aktív nemzetközi partbíráskodást 2004-ben a FIFA 45 éves korhatárának elérésével fejezte be.

##### Világbajnokság
Dél-Korea és Japán közösen rendezte a XVII., a 2002-es labdarúgó-világbajnokság döntő mérkőzéseit, ahol a jelen lévő FIFA Játékvezető Bizottságától kettő csoporttalálkozón, az egyik nyolcaddöntőben, valamint kiegyensúlyozott szakmai felkészültségének elismeréseként az egyik elődöntőben kapott partbírói szolgálatra feladatot. A partbírók szakmai tevékenységük során még nem kapcsolódtak szorosan a delegált nemzeti játékvezetőhöz. Partbírói mérkőzéseinek száma: 4

##### Európa-bajnokság
Belgium és Hollandia közösen rendezte a XI., a 2000-es labdarúgó-Európa-bajnokságot, ahol az Európai Labdarúgó-szövetség (UEFA) Játékvezető Bizottsága (JB) öt alkalommal foglalkoztatta a működő játékvezető mellett segítő partbíróként.
Portugália rendezte a XII., a 2004-es labdarúgó-Európa-bajnokság végső küzdelmeit, ahol Ľuboš Micheľ szlovák játékvezető állandó segítőjeként, az oldalvonal mellől, partbíróként szolgálta a labdarúgást. Partbírói mérkőzéseinek száma: 8

##### Konföderációs kupa
Dél-Korea és Japán adott otthont az 5., a 2001-es konföderációs kupa tornának, ahol a FIFA Játékvezető Bizottsága a közelgő világbajnokság egyik esélyes résztvevőjének három mérkőzésen szavazott bizalmat. Partbírói mérkőzéseinek száma: 3

##### Nemzetközi kupamérkőzések
Partbírói mérkőzéseinek száma döntőben: 1

###### Európa Liga
1970-ig Vásárvárosok Kupája (VVK), az első UEFA-kupa 1971-ben indult útjára.
2003-ban az UEFA JB Ľuboš Micheľ szlovák játékvezetőt kérte fel, a Celtic FC–FC Porto (2:3) a döntő találkozó koordinálására, ahol állandó asszisztensi pozícióból működött közre.
2009-től az UEFA-kupa Európa Liga néven folytatódik, 5 játékvezető tevékenykedik a szabályszerűség biztosítása érdekében. A hagyományos három játékvezető - a játékvezető és kettő asszisztens - kiegészül kettő gólbíróval.